# 기아 멀티 S

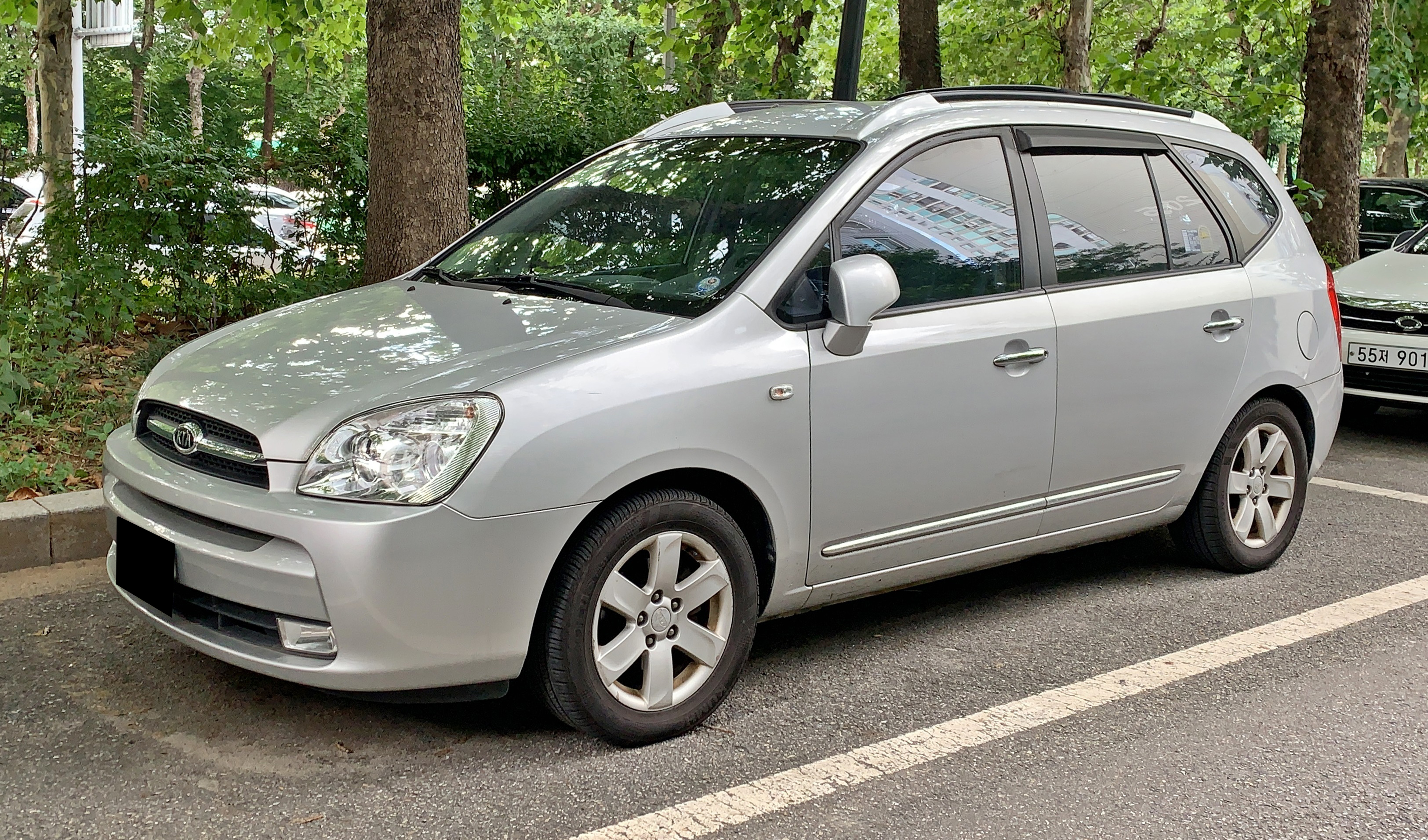
원형 모델인 기아 뉴 카렌스

기아 멀티 S는 기아의 컨셉트카이다. 기아 뉴 카렌스의 원형 모델이며, 개발명 KND-2이다.